# 争取正义、生活和自由广泛阵线
争取正义、生活和自由广泛阵线（西班牙語：El Frente Amplio por Justicia, Vida y Libertad），简称广泛阵线（Frente Amplio），是秘鲁的一个左翼政党联盟。该联盟成立于2013年6月，在左翼议会党团“人民行动—广泛阵线”的基础上成立。该联盟推举的总统候选人韦罗妮卡·门多萨在2016年秘鲁大选中获得18.82%的选票，排名第三。

## 成员
- 土地和自由
- 全国进步协调
- 学生融合（西班牙语：Integración Estudiantil）
- 团结
- 绿色世界
- 秘鲁工人统一联盟（英语：Confederación Unitaria de Trabajadores del Perú）

## 前成员
- 播种运动（西班牙语：Movimiento Sembrar）
- 分权主义社会力量党（英语：Decentralist Social Force Party）
- 社会党
- 争取变革公民
- 社会肯定运动（西班牙语：Movimiento de Afirmación Social）
- 七月十九日运动（西班牙语：Movimiento de Liberación 19 de julio）
- 秘鲁共产党